# Neolydella pruinosa
Neolydella pruinosa là một loài ruồi trong họ Tachinidae.